# Armando González Alba
Armando González Alba (Celaya, Guanajuato, México, 20 de abril de 2003), conocido deportivamente como Hormiga González o Hormigol, es un futbolista mexicano hijo del exfutbolista Armando "Mandín" González. Juega de delantero y su equipo actual es el Club Deportivo Guadalajara de la Primera División de México.

## Trayectoria

### Club Deportivo Guadalajara

#### Club Deportivo Tapatío
El 18 de noviembre de 2020 debutó, a nivel profesional, en la victoria 4 a 2 del Club Deportivo Tapatío sobre los Pumas Tabasco.

#### Primer equipo
Tras campeonar en la Liga MX Sub-23, se oficializó su renovación y su incorporación con el primer equipo a partir del Clausura 2024.
Con Fernando Gago como director técnico, jugó su primer partido con las Chivas de Guadalajara el sábado 13 de enero de 2024 durante el empate a un gol con el Club Santos Laguna. Ingresó al 84' por José Juan Macías.